# Brotia kelantanensis
Brotia kelantanensis е вид охлюв от семейство Pachychilidae.

## Разпространение и местообитание
Този вид е разпространен в Малайзия (Западна Малайзия).
Обитава сладководни басейни, реки и потоци.